# Palau International Coral Reef Center

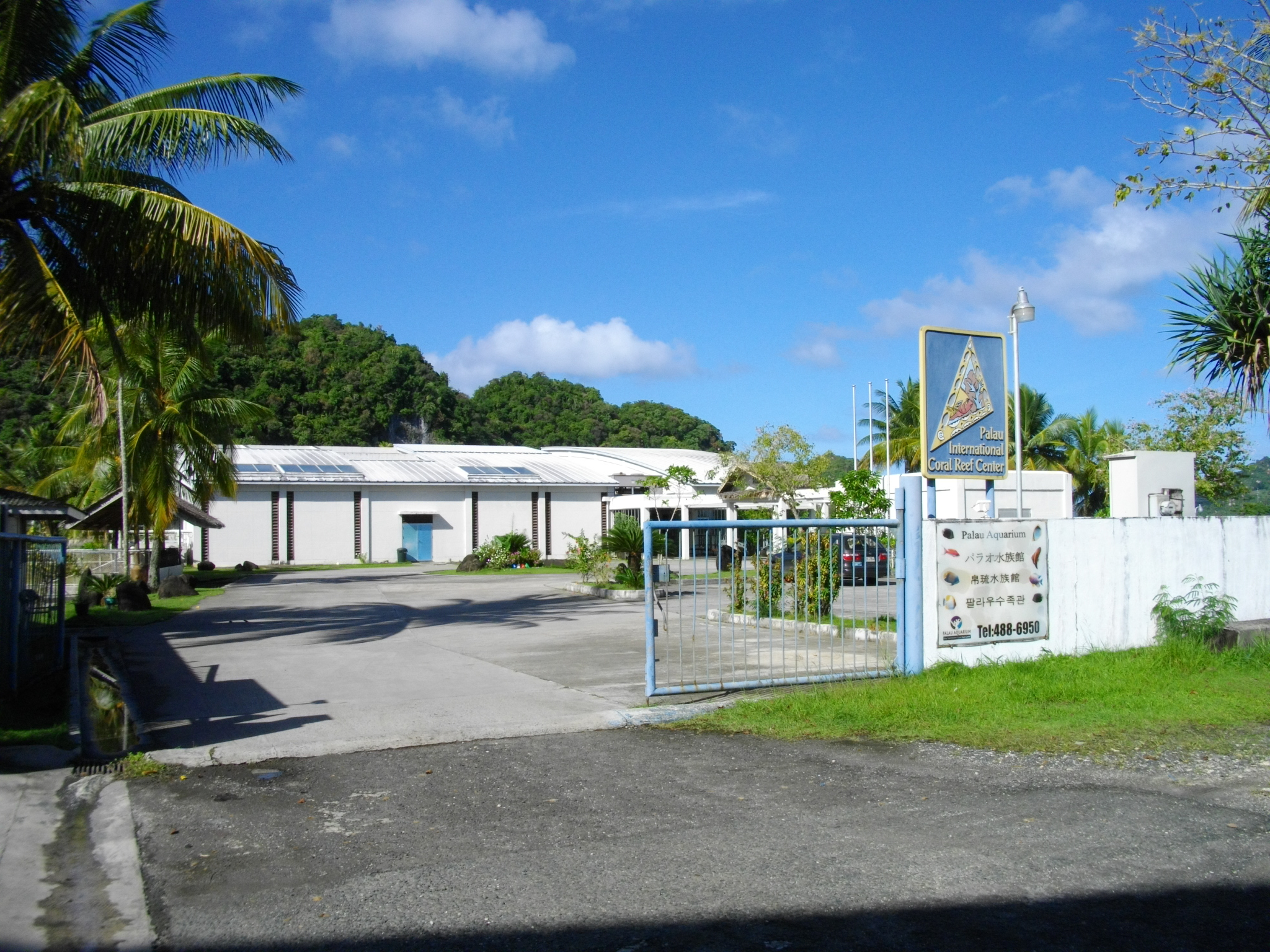
Gebäude des Palau International Coral Reef Center

Das Palau International Coral Reef Center (PICRC, dt.: Internationales Korallenriff-Zentrum Palau) ist ein Forschungszentrum für Korallenriffe in Koror, Palau.
Das Zentrum wird von Noah Idechong und Yimnang Golbuu geleitet.
Regelmäßig werden Bestandsaufnahmen der Fischbestände in Palau durchgeführt.

## Gebäude
Das Forschungszentrum verfügt über ein eigenes Aquarium, Konferenzraum, Bibliothek, Veranstaltungssaal und einen Souvenirladen. Es hält auch Unterbringungsmöglichkeiten für ausländische Forscher bereit.